# Andrzej Grądman
Andrzej Grądman (ur. 1927 – zm. 7 czerwca 2010) – polski publicysta i działacz społeczny związany z Częstochową.
Andrzej Grądman urodził się w roku 1927 w Częstochowie. W okresie hitlerowskiej okupacji ukończył Gimnazjum Stowarzyszenia Kupców i Przemysłowców Polskich, następnie przez 43 lata pracował w częstochowskich przedsiębiorstwach. Od 1965 roku pracował jako publicysta. Był autorem 700 artykułów w prasie krajowej i lokalnej, prezenterem muzycznym, prezesem Częstochowskiego Towarzystwa Muzycznego. Z jego inicjatywy wznowiła działalność Kapela Jasnogórska, rozpoczęto organizowanie koncertów w altanie parkowej.
W 2004 roku otrzymał Nagrodę Prezydenta Częstochowy w dziedzinie kultury.
Zmarł po długiej chorobie rano 7 czerwca 2010 roku w swoim domu, 9 czerwca odbył się pogrzeb na cmentarzu na Kulach.